# Mondariz-Balneario
Mondariz-Balneario est une commune de la province de Pontevedra en Espagne située dans la communauté autonome de Galice.